# R6000
R6000はMIPS II命令セットアーキテクチャ (ISA) を実装したマイクロプロセッサのチップセットであり、ミップス社が開発し、1991年に発表した。チップセットは、マイクロプロセッサ（CPU） R6000、FPU R6010、システムバス・コントローラ R6020 で構成される。MIPS II ISA はR6000で初めて実装された。MIPS II ISA では、Interlocked load 機能が実装されたため、MIPS II アセンブラではload命令の後続にNOP命令を挿入する必要がなく、Branch likely 機能が実装されたため、SPARCのように分岐成立時にはディレイスロットの命令を実行する等の特徴がある。
エミッタ結合論理 (ECL) で実装されている。1980年代中ごろから終盤にかけて、ハイエンドのマイクロプロセッサをECLなどの高速なロジックで実装することが流行した。TLBとキャッシュメモリの構成が他のMIPSアーキテクチャのマイクロプロセッサとは大きく異なる。
ミップス社はファブレス企業であるため、R6000の製造は Bipolar Integrated Technologyという半導体企業が行った。
R6000 は採用例が非常に少ない。コントロール・データ・コーポレーション (CDC) がハイエンドサーバの 4680-300 Series InfoServer で80MHzのR6000を採用している。また、ミップス社自身のサーバ RC6260 と RC6280 でも使っていた。